# Langues ibéro-romanes
Les langues ibéro-romanes sont une famille linguistique incluant essentiellement des langues romanes, originaire de la péninsule ibérique. Les langues et dialectes de l'est de la péninsule appartiennent toutefois à un autre groupe, celui des langues occitano-romanes.

## Classement

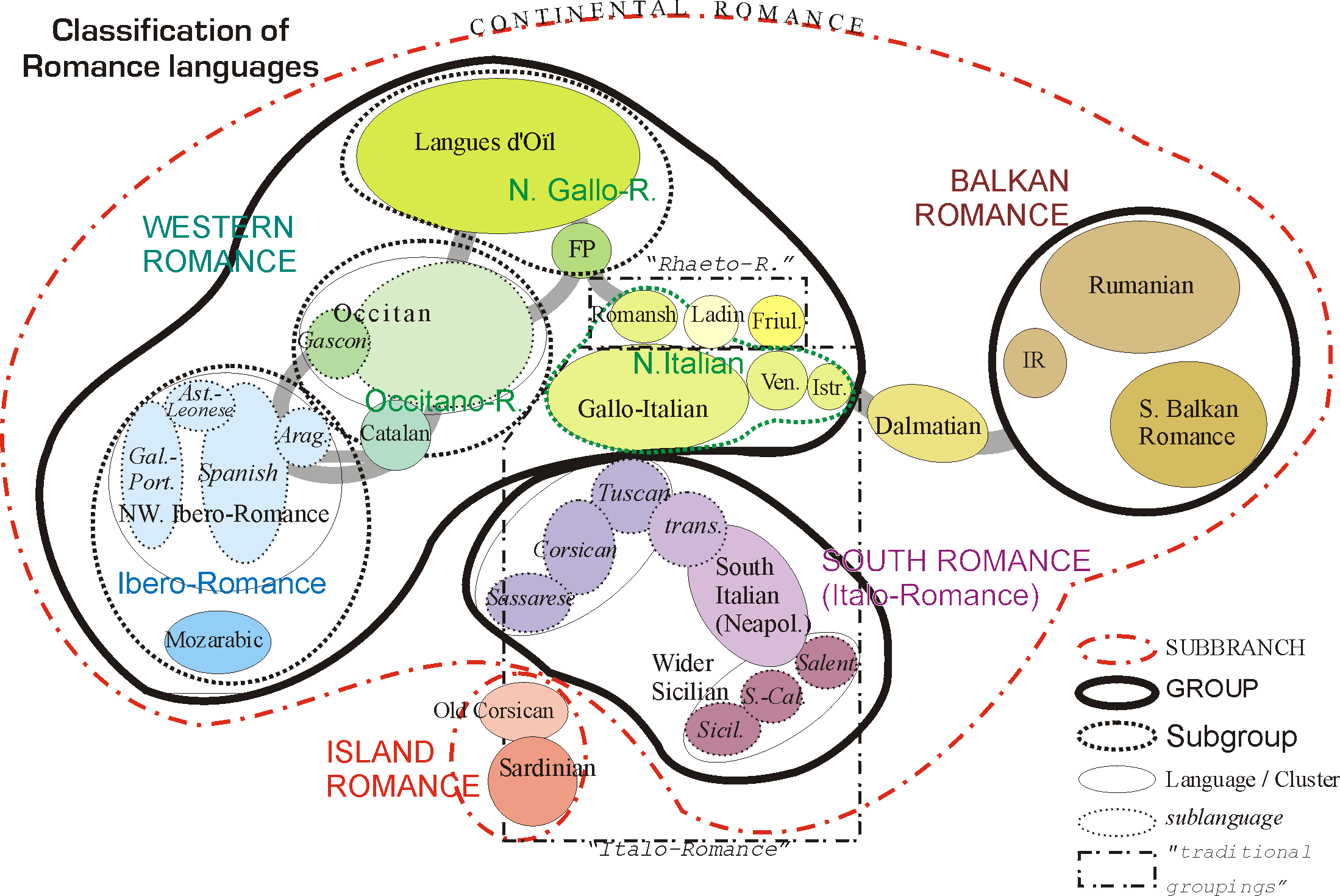
Le groupe ibéro-roman au sein des langues romanes selon Y. B. Koryakov.

## Origine et développement

Carte chronologique montrant le développement et l'évolution des langues parlées dans la péninsule ibérique de l'an 1000 à nos jours.

## Variation interne
- Astur-léonais
  - asturien
  - léonais
  - mirandais
- langues castillanes
  - l'espagnol
  - l'estrémègne
  - le judéo-espagnol
- Galaïco-portugais
  - le fala
  - le galicien
  - le judéo-portugais (†)
  - le portugais
- le mozarabe (†)
- Navarro-aragonais

Carte des langues parlées en Espagne, au Portugal et en Occitanie.
Ibéro-romane
Galicien
Portugais
Astur-léonais
Estrémègne
Fala
Barranquenho
Castillan
Aragonais
Occitano-romane
Occitan
Catalan
Autre
Basque

  - l'aragonais (peut être classé dans le groupe des langues occitano-romanes)

† : langue morte
Le judéo-espagnol et, souvent, les créoles issus de l'espagnol et du portugais sont considérés comme faisant partie du groupe.
Galicien, portugais et fala appartiennent au même diasystème.
L'aragonais comporte des traits de transitions entre le système ibéro-roman et le catalan. La plupart des linguistes considèrent en effet que le catalan et ses différentes variantes appartiennent au groupe occitano-roman, qui inclut également les dialectes de l'occitan.
L'espagnol se développe également en de multiples dialectes :
- En Espagne : andalou, manchego (es), canarien, castillan de Madrid, castúo, churro, murcien, riojan
- Dans le monde hispanique : espagnol chilien, espagnol rioplatense (Argentine et Uruguay), espagnol péruvien, espagnol des Philippines, espagnol mexicain, etc.